# 目玉おやじ

鳥取県境港市・水木しげるロードに設置された目玉おやじのブロンズ像

目玉親父（めだまおやじ）は、水木しげるの漫画『ゲゲゲの鬼太郎』（旧題：『墓場の鬼太郎』）の主人公・鬼太郎の父親（正確には、死んだ父親の分身）。水木しげるが創作した妖怪キャラクターである。

## 人物像

水木しげるロードに設置された目玉おやじのブロンズ像

鬼太郎の父親。赤い虹彩の眼球に小さな身体が付いた姿をしており、身長9.9cm、体重33.25gと手のひらに載るサイズだが、非常に博学で知識面で鬼太郎たちをサポートすることが多い。原作・アニメと共に鬼太郎同様、ほぼ全話に登場している。アニメでは第1・3作の幽霊電車の回のみ例外的に未登場だった（一部の回では登場しても出番が全くない場合がある）。
かつて地上を支配していた種族である「幽霊族」の生き残りであり、鬼太郎誕生以前は、不治の病である「溶ける病」を患い、ミイラ男のような風貌をしていた（罹病前の風貌が原作において描写された事はなく、アニメ第6作14話にて初めて描写された（後述））。身籠った妻とひっそり暮らしていたが、生活費を得るために売った血液が患者を幽霊化させる事件を引き起こし、調査に訪れた血液銀行の社員・水木に身の上を打ち明ける。会社への報告の引き伸ばしを願い出た後に、妻ともども病死するが、妻の墓から生まれた鬼太郎のことを案じて、自らの遺体の左の眼球に魂を宿らせて生き返り、現在の姿になる。
その容貌から「目玉おやじ」と呼ばれ、仲間妖怪の多くが鬼太郎の誕生以前から旧知の仲だが、みんな総じて「目玉おやじ」や「おやじ殿（砂かけばばあ）」「おやじさん（ねこ娘）」等としか呼ばず、自身も本編で一度も名乗らないため、本名は不明である。なお、実写映画版では目玉おやじとなった時期が江戸時代と変更された（原作では戦後。但し、久しぶりに会った相手に「数百年ぶりだな、目玉」と姿の変化に驚く様子もなく言われる場面もある）。
趣味は茶碗風呂。自宅で浴槽として使われる茶碗は鬼太郎の食器と兼用である（第4作1話では長湯しすぎて鬼太郎に「そろそろご飯食べたい」と文句を言われている）。アニメ第3作以降は茶碗以外の容器や浸かる湯のバリエーションが増え、温泉に浸かることや人の家にお邪魔したときに飲むように出されたお茶に浸かることもある（第4作4話など）。茶碗風呂に入る理由は、きわめて清潔好き・涙を隠すためなど、いくつか語っている。
鬼太郎誕生まで世界中を放浪していたため、世界中の妖怪について博学。ほぼ全ての妖怪の種類、性格を知っている。閻魔大王とも旧知の仲であり、親子で大王直々に依頼をされる事もある（第4作91話「夜の怪！百鬼夜行の鬼」など）。他にインカの旧文明人や、悪魔などにも知り合いがいる。鬼太郎同様に非常に生命力が強く、踏み潰されて紙のように薄くなっても、目玉部分を潰されても、天ぷらにされて大やけどをしても、しばらくすると元通りになる。原作『鬼太郎国盗り物語』では鬼太郎共々、飲まず食わずで10年間もの間活動できることが明らかになっている。
まぶた（「黒目部を覆う蓋」のようなもの）があり、水木しげるは「人と同じで眠いときや考え事で目をつぶる」とし、睡眠時にまぶたを閉じているシーンがある。口は非常に小さいが、唇を突き出したような形で眼球の前下方にあり、飛行機の車輪のように出したり引っ込めたりできる。ただし、原作やアニメでは曖昧（『目目連』の原作およびアニメ第2、3作では、黒目の中央から息を吹きかけるシーンがある）にされている。アニメ第4作までは食事シーンの描写が滅多にないが、好物はサクランボや梅で、朝食には朝露を飲む。アニメ5作では食事シーンは頻繁に見られ、「魚の目玉のスープ」や「高木洋菓子屋のシュークリーム」が好物で、飲食中のシーンも描かれた（黒眼の下あたりが口のような描写。頬＝黒目の両斜め下や腹を膨らます演出がなされる）。また同5作目ではくしゃみをして鼻水（または痰）を噴き出すシーンもあるので気管支も持っていると考えられる。
基本的に裸だが、浴衣や白衣などを着ることもある。また、イギリスの小鬼（アニメ第5作では白山坊）から貰ったシルクハットや、サンタクロースから貰ったこの世にただ一つしかない靴など衣類も所有している。なお、アニメ第5作の第4エンディング「夏の魔物」の映像では、芸術家スタイル（カラフルな上着を着てアフロヘアーのかつらと赤ベレー帽を被り、絵筆を担いだ姿）で登場した。
目玉親父を用いた商品もあり、新選組、メイド、クリオネなどに扮した日本各地のご当地商品としてキーホルダー・ストラップなどに採用されたり、「目玉おやじPCカメラ」（株式会社ゲート）が発売されている。ニコンの銀塩コンパクトカメラ「ニコンミニ」ことAF600のイメージキャラクターとして起用されたこともある。また他のキャラクターと共に缶ジュースにもなった（「目玉のおやじ汁」や「ねずみ男汁」株式会社エイコム。この場合の「汁」はドリンクと読む）。また、コンタクトレンズのイメージキャラクター（セイコーコンタクトレンズ株式会社）に起用されたり、目薬の商品名（「目玉おやじ」の目薬：寺島薬局）ともなった。
また、1994年4月21日に放送された「TMNのオールナイトニッポン・終了スペシャル」（ニッポン放送）では、木根尚登への質問役として出演した。
アニメ版のエンドロール表記が、第1作、第2作では「父親」、第3作では「目玉」、第4作以降は「目玉おやじ」となっており（第4作劇場版『妖怪特急! まぼろしの汽車』では「目玉のおやじ」と表記）、鬼太郎からの呼称は原作や第1作1話では「おとうさん」（貸本初期では「おとっつあん」）、映像作品や（水木以外による）派生漫画では「父さん」。仲間妖怪からは「目玉」「おやじ」「目玉のおやじ」、若い妖怪からは「おやじさん」（猫娘からも同様だが、彼女は将来の義父の意味合いで「お父さん」「お父様」と呼ぶことがある）、人間の子供からは「目玉のおやじさん」と呼ばれる。また、『地上絵の秘密』では「世界の目玉」なる異名で海外の知り合いから呼ばれ、『大ボラ鬼太郎』で「解決黒頭巾」と名乗って開業したねずみ男に協力する際は「黒頭巾の顧問・不思議博士」と名乗った。
「水木しげるの古代出雲」など、水木が晩年に描いた史伝や伝説、民話、神話などを扱った作品にも登場し、作中で作者の水木と共に解説役を務めている。

## 妖術・技
病に蝕まれて衰弱し、一度は死亡し肉体を失ったが、目玉だけで蘇るなど幽霊族特有の強い生命力・霊力を持っている描写がある。時には鬼太郎が不覚を取るほどの強敵を倒すこともある。アニメシリーズ第5作では通称「七つの最強伝説」を持っており、第90話「新年大暴走!!鬼太郎火車」では、鬼太郎ですら一方的に倒されてしまう強豪の火車を、鬼太郎自身が「世にも恐ろしい方法」と青ざめ震え上がるほどの手段で倒して更生させた事もあるという（そのため、火車はこの件で目玉おやじにだけは頭が上がらなくなった）。

### 体内戦術
その体の小ささを活用し、敵に呑み込まれたり自ら体内に侵入したりして内部から攻撃する。
脳操縦
敵の脳に侵入して操る。貸本『顔の中の敵』でねずみ男に初使用。『地上絵の秘密』では大悪魔ルキフェルをもこれで手玉に取った。
貸本時代は侵入された者の頭部に瘤やおできのような物が現れているが、雑誌連載開始以降はなくなった。
鬼太郎も『妖怪獣』の大なまずなど、巨大な敵に対して同様の技を使うことがある。
他にも、
- 顔のあらゆる穴から顔を出して撹乱させる（『下宿屋』『夜叉』など）
- 胃や心臓などに穴を開ける（『血戦小笠原』『水精』など）
- 喉を塞いで窒息させる（『決闘コロセウム』など）
- 他者の体内に寄生している敵を撃退する（アニメ第3期劇場版第1弾、第5期第60話など）
- 全身に香辛料をまぶした上から砂糖で固めて菓子に化け、食べた敵にくしゃみをさせる（『ガマ妖怪』）

などのバリエーションがある。

### 肉体変形技
逆モチ殺し
『逆モチ殺し』（アニメ第2作第23話「逆餅殺し」）にて、火車（体は鬼太郎）に「モチ殺し」で餅につき込まれた際に使った反撃技。餅の中で目玉部分を尾を引いて飛ぶ多数の目玉餅に分身変化させ、火車を追いかけ包み込み、鬼太郎の体の奪還に成功した（原作や第2作ではねずみ男、第3作では一反木綿が逃げようとした火車の魂を捕まえ、火車の体に戻すことで鬼太郎の魂も戻った。第6作ではおやじが火車の魂を投げ返すことで、火車に入れ替えられていたねずみ男や猫娘の魂も戻った）。戻った火車は降参した（第3作・第6作では元に戻った火車は改心せず、前者ではユメコの体を奪おうとしたため鬼太郎に倒され、後者では人間と入れ替わり逃亡した）。アニメ第2作によると1度使う毎に命が5年縮むという。
アニメ第4、5作では未使用（第4作では鬼太郎が餅に魂を移して火車を包む。第5作では鬼太郎が蒼い顔で原作や歴代アニメでの「逆モチ殺し」を使った可能性の暗示をさせているが、「父さんはかつて『世にも恐ろしい方法』で火車を懲らしめた」と語るのみで、具体的な技の明言はしていない）。
フロシキ目玉
『死神』（アニメ第2作第30話）にて、死神に宇宙旅行と称して大砲で打ち上げられた際に変化。普通の生物なら粉砕される所だが、目玉おやじはフロシキ状に膨張、鬼太郎の魂を奪った死神を包み捕らえた。アニメ版初披露の第2作では、死神を退治すると同時に気合を込めて元の目玉おやじ形態に戻っている（原作では砂かけ婆の台詞から、山彦の若返りマッサージで戻ったであろうことが示唆され、第3作では砂かけ婆が何らかの処置をしている描写がある）。
『妖怪千物語』第27話では自分の意志でフロシキ化、鬼太郎を追う天狗ポリスを足止めした。この形態は3分しか持たない。
隙間を抜ける
鍵穴（アニメ第2作第33話）や水道の蛇口（第5作第54話）のように目玉の大きさでも無理そうな狭い隙間を潜り抜けることも出来る。第3作第49話ではこれが災いして、密室殺人の容疑をかけられそうになった。

### まぼろしの汽車
『まぼろしの汽車』（アニメ第2作第25話）にて使用。時を遡る汽車を召喚し、乗った者の状態を過去に戻す。吸血鬼ピーに吸血鬼にされた鬼太郎や村人達をこれで元に戻した。この術は親が子を思う強い心があってこそ可能だが、「逆モチ殺し」よりさらに消耗が激しく、1ヶ月は起き上がれないほどのダメージを受ける上に、寿命が10年縮む。使用後に目玉は倒れ、鬼太郎が悲しい表情で搬送しており、次回まで入院する破目になった。アニメ第3、4作ではこの汽車は閻魔大王の管理下にあり、使用者が消耗する様子は見られない。第4作劇場版では過去や未来、別の空間など、どこにでも行くことができるという設定。地獄に落とされた西洋妖怪が乗っ取り、暗黒空間で世界中の妖怪を支配するパワーを手に入れようとしたが、鬼太郎達によって西洋妖怪共々地獄に送還された。第6作では乗った者が記憶を持ったまま過去に戻り、召喚した者や汽車の存在を他者に明かした者は命を失う設定で、召喚した目玉おやじはねこ娘にピーによる吸血鬼蔓延を回避させることを託して消滅したが、ねこ娘が過去改変に成功して「汽車を使わなかった」ことになり生存している。

### その他の術・武器
霊素
『目目連』（アニメ第2作第32話）にて、目目連の幽素で石化した鬼太郎に必死で吹き付けた。どのようなものか、詳しい説明はない。ここでは幽素と霊素が混じったため（アニメ第3作版では霊素の量が不十分だったため）、鬼太郎は幽霊になり、目目連を倒した後で別の処置を施し元に戻った。アニメ2作では猫娘が「何だか『幽霊の素』みたい」と感想を述べている。
妖力波放射
アニメ第4作で使用。自らの妖気を電気またはオーラのような形状のエネルギーにして発射する。攻撃や防御の他、味方の補助にも応用は可能。目玉おやじの場合は両手から電流を発射し束ねて放射する（第4作77話「海和尚と船幽霊」）。この時は、夜行さん達と共に妖気で作られた海流を逆回転させる事に使われた。
針
縫い針のような針や釘で敵の急所などを突く（針を持ち歩いたりしているような描写は特に無いが、アニメ第2作6話ではゲゲゲハウスのはしごに出ていた釘を、第5作60話では鬼太郎の髪の毛針を借用している）。『妖怪大戦争』では敵の大将バックベアードをこの技で倒している。また、『奪衣婆』では又五郎鬼から借りた「金剛針」で奪衣婆の術具「万有自在玉」を破壊、無力化した。
魂の離脱
精神を集中することで魂を肉体から分離して行動する。『獏』にて獏に吸われた鬼太郎の魂を奪い返すために使った。
耳電話
耳の中にあり、遠く離れた仲間とも会話できる。似た術として、『釜なり』『海坊主先生』などでは「霊波通信」を使っている。
3つの願い(?)
貸本『ないしょの話』ではねずみ男が「目玉には3つの願いを叶える力がある」と語り、それを聞いた山田一郎の両親は一郎が保護した目玉に願いをかけた。目玉を迎えに来た鬼太郎はこの能力を否定しているが、結果として願いは3つとも叶ったため、山田夫妻は信じ続けている。
指鉄砲
アニメ第6作第14話で、夢の世界で枕返しの術と鬼太郎を守りたいという強い想いによって、一時的に生前の姿になった時に使用。鬼太郎が主に右手を左手で支える構えで撃つのに対して、右手のみで構えて撃つ。同作第12話終盤で鬼太郎が犬山まなの手に宿った要石の力を得た際や、第37話で鬼太郎の怒りに同調し赤く染まった霊毛ちゃんちゃんこから霊力を供給された際に撃ったものとほぼ同じ描写であるが、鬼太郎の指鉄砲は妖怪を完全に倒すものであり、目玉おやじの指鉄砲は妖怪が今後悪さが出来ない様に持っている道具を破壊するだけに留めており（受けた妖怪自身は倒されずに残っている）、それぞれ用途が異なる。
第6作第48話では現在の姿で、鬼太郎を押し潰そうとする名無し虚無の手に向けて（この時は鬼太郎と同じく右手を左手で支える構えで）放つ。その衝撃で鬼太郎は近くのビル屋上まで飛ばされ難を逃れるも、名無し虚無はノーダメージで発射後の隙に目玉おやじのいた所は名無し虚無の掌打で潰された。97話でもあらざるの地から鬼太郎を呼び戻す際、妨害を防ぐために臨戦態勢で発射準備をした（実際の所は鬼太郎が戻ってきたため未使用であった）。
八角円
アニメ第6作78話で使用。各所に呪文が書かれた八角形の円陣を描く。その中に入ると外にいる妖怪からは姿も見えず、声も聞こえない。なお、少しでも消されると逆に見えてしまい、聞こえてしまう。
霊毛の組紐
祖先の霊毛で編まれた組紐。『鬼太郎誕生 ゲゲゲの謎』で所持しており、普段は左手首に巻き付けている。
リモコン下駄
『鬼太郎誕生 ゲゲゲの謎』で生前の姿で使用。
髪の毛網／髪縄／毛綱
『鬼太郎誕生 ゲゲゲの謎』で生前の姿で使用。ロープや投網のように長く伸ばした髪で敵を拘束する。
体内電気
『鬼太郎誕生 ゲゲゲの謎』で生前の姿で使用。体から強力な電気を放つ。

## アニメにおける変遷

### 第1期・第2期
1期では現代っ子の気質を見せる鬼太郎を嘆いたり、2期では火車のような強力な妖怪を相手にすると知って「行くな」と言ったり、半魚人の罠でかまぼこになった鬼太郎のために借金までするなど、様々な面における親心が強い。幽霊族の生き残りということで、鬼太郎のことを「妖怪の中でも名門の生まれ」と鼻高々に語ることも。鬼太郎に対し子煩悩を通り越して親バカな面も目立つ。1期では瞳を開けたまま失神したり頭（眼球）全体から涙を流すなど、2期以降と表現が異なる描写もある。ねずみ男をうっとおしく思っていることが多く、顔を見ただけで文句を言うことも。2期からはねこ娘がレギュラーになり、彼女の世話になったり鬼太郎のピンチを二人で救うことも増える。2期ではレンジャー部隊に憧れていた。

### 第3期
3期では黒目の中に幻（天童ユメコの祖母の代から現代までの歴史）を見せたり、黒目から光線を出して削り取られた名前を再現して見せるなど、アニメオリジナルの技を度々披露した。鬼太郎をべた褒めする親バカな面や過保護な面が少なくなり、自惚れる鬼太郎を戒めることもあった。煙草を吸うシーンがあり、ふくろさげに妖気を奪われ干からびたこともある。鬼太郎とユメコの交際を応援する傾向にあり、デートの準備をしている所をからかったり、邪魔なねずみ男を食べ物で釣って二人きりにしたりしているなど世話焼きな父親としての面も見せた。これは、3期の鬼太郎は母である岩子が人間という設定が地獄編で明らかにされたことによるもので、他期での目玉おやじは鬼太郎と人間の女の子との恋愛は（人間の寿命は長くても約100年であり、人間を愛しても妖怪の鬼太郎だけが残され孤独な思いはさせたくないと）反対する傾向にある。地獄編の回想場面で鬼太郎を授かった場面が描かれ、アニメで初めて目玉だけになる前（闘病中）の体がある姿が登場（ただし原作のような包帯姿ではなく、蒲団の中から髪と目と手が覗くのみ）。行方不明になった妻を捜すために、動かない体を捨て目玉になり、妻の墓と彼女が遺した鬼太郎を見付けたとされた。

### 第4期
4期では以前より表情がコミカルになり、鬼太郎を心配したり、鬼太郎をべた褒めする親バカな面や過保護な面が再び見受けられるようになった。鬼太郎が食べられたりしてしまうと愕然として涙を流すというパターンも多い。また、遊園地のジェットコースターを楽しむなど子供っぽい一面も描かれる。陰陽師・一刻堂の言霊で人形（目玉のオモチャと呼称）に変えられた（鬼太郎に「父さん」と呼ばれ元に戻った）。人の家にお邪魔した際に飲むように出されたお茶につかるのが定番化。第21話で白粉婆の白粉を浴びた際は顔（瞳孔と虹彩）が無くなり、ねこ娘にてるてる坊主と間違われた。第28話で結膜炎にかかったことがある（ねこ娘が持ってきた目薬で治した）。

### 第5期
5期においてはマスコット的な役割を前面に出された。4期以降の少々過保護な言動に加えて、肥満を気にして様々なトレーニングを試す（蓄音機をルームランナーとして使用するが失敗した）、花火の爆音で気絶（その直後鬼太郎を救うため、命懸けで地獄の炎を借りたことで克服した）、売れないお笑いコンビ･タロウズの駄洒落を楽しみ連発（受けたのは目玉おやじだけ）するなど非常に俗っぽく「親父」らしい面が多くなった。目玉おやじが熱くなるシチュエーションが多く見られ、鬼太郎の手に負えないほど。流行に割と敏感で、ミーハーな所も時折見せる。お笑い番組やテレビドラマなど人間界の娯楽に興味を持つが、数日後に飽きて別の番組に乗り換えるなどあまり長続きしないことも。自転車を欲しがる鬼太郎のためにバイトして自転車を買ったこともある（ただし鬼太郎は自転車に乗れていない）。ネコ娘を鬼太郎の嫁にと考えている発言をしているが、その直後に親子して彼女にかなり失礼なことを言っており、妖怪には人間とは比べられならないほど長い寿命があることから無理強いしてはいない。
5作の設定を取り入れた漫画「妖怪千物語」四巻では、ネコ娘の料理を高く評価しているが、その料理を貶してたたき落としたねずみ男にバケツの水をぶっかけたり彼が逃げ去った後でも化け猫顔で唸りながらコマの枠線に噛みついたりしているネコ娘を見て、目玉おやじは鬼太郎の髪の中に避難し「将来は鬼嫁」と言っており、鬼太郎も苦笑しながら同意している。
放送終了翌年に田の中勇が死去したため、田の中が演じる目玉おやじは本作が最後となった。

### 第6期
6期は何かと鬼太郎の身を案じ、息子の不死性を信じながらも時におろおろとして涙を流すなどの愛情深さは変わっていない。ドライで閉鎖的な性格の鬼太郎とは対照的に好奇心旺盛で、スマートフォンに興味を示すなど人間世界に興味を持っている。一方、鬼太郎の窮地を救ってくれた犬山まなに対し、そっけない対応をする鬼太郎を叱りつけてきちんと礼を言わせたり、時には説教をする（見上げ入道たちに騙された子供たちや、元の世界に戻ることを拒む桃山雅と雅を引き留めようとした木の子たち）など、躾の厳しさを見せる。時々鬼太郎の女性に対する極端な鈍さを見て嘆くことも多く（ただし、目玉おやじ自身も女の子らしい意見をした猫娘に「女の子だったのか」と言うなどデリカシーのない一面がある。）、鬼太郎に男の子として恋愛とかにも少しは関心を持って欲しいと内心願う部分もある。原作や従来のシリーズと異なり、本作では「西洋妖怪の事はよく判らんのじゃ」と言っており、自身の知識としても偏りがあり、日本国内においても西洋妖怪の事には謎な部分が多いような認識となっている。
第14話では、枕返しの「夢繰りの鈴」で大人たちを夢の世界に閉じ込めていた幽霊の少女（夢繰りの鈴の少女）の猛攻から鬼太郎を助けるべく、枕返しの協力で一時的に生前の本来の姿に変身して鬼太郎を救出し夢繰りの鈴の少女を退けた。本来の姿は砂かけ婆曰く元々「男前」とのことで、実際に当時の姿は頭身の高い赤い瞳と銀髪の美男子（髪型は鬼太郎とほぼ同じ）であった（ただしこの顔つきはあくまで自身の理想の姿で映画『鬼太郎誕生 ゲゲゲの謎』では、髪型や髪の色、身長こそ近いが顔つきと声が全く異なる形で登場）。作中でこの姿を実際に目撃確認できたのは、対峙した「夢繰りの鈴の少女」と「僅かながら意識が遠のく鬼太郎」の2者のみで、生まれた時に既に目玉だけだった父の本当の姿を見たことが無い鬼太郎は、一度会って見てみたいと同話の冒頭で述べていた。原作で登場しない「溶ける病」罹患前の姿が描写されたのは、全シリーズを通して初めてとなる。
その存在を全く知らなかった「名無し」とは、最終決戦においてようやく正体が確信できたものの、鬼太郎を守るべく怪物姿の名無しに押し潰されてしまう。しかし、その後も名無しの体内で鬼太郎を見守っており、名無しが成仏したことにより復活した。93話では『まぼろしの汽車』を発動したことで消滅したが、ねこ娘が過去改変に成功したことで生存する。
デザインと設定などはこれまでのシリーズと変わりはないが、田の中の後任として、初代鬼太郎を演じた野沢雅子が担当することになった。野沢は「鬼太郎が長年経ってお父さんになった、家族ができた、といううれしい気持ち」と語っている（番組公式ページ「スペシャル」内イベントレポートより）。

### 墓場
墓場編は1期の時代よりもずっと以前の年代が舞台で、第1話初登場時はまだ目玉おやじになっておらず、不治の病に侵されてミイラ男のように全身を包帯で巻いた状態である本体の姿だった。1話の中盤で肉体は滅びるが、生まれてくる鬼太郎の事が心配なあまり溶け落ちた左目に小さな体と手足が生えて、その部分だけが蘇生する事で所謂「目玉親父」となった。鬼太郎ともども原作初期のややアナーキーな性格を反映しているため、目玉になってからも（本編内の時間軸上）後年のシリーズで特徴の一つともなる「年齢の高さを感じる言動」が少なく、目玉が血走ったり、鬼太郎に物凄い剣幕で怒ったり、ねずみ男に口汚く啖呵を切ったりしている。第5話では恋にうつつを抜かして大切なちゃんちゃんこを偽物にすり替えられるという、幽霊族としての自覚に欠ける鬼太郎の不甲斐なさを嘆いて自殺未遂を起こしたこともある（ただし、息子の目の前でヤカンのふたを開けて中へ飛び込むという方法だったため、驚いた鬼太郎により即座に救出された）。

## 演者
アニメ『ゲゲゲの鬼太郎』シリーズ第1作目より殆どの媒体において田の中勇が2010年に亡くなるまで担当した。その甲高い声は印象的で、物真似のレパートリーとしてもよく用いられる（「オイ、鬼太郎！」（2回繰り返す時もある）の台詞が有名）。なお、2007年の映画化およびアニメ放送に伴うプロモーションでは、田の中のプライベートを織り交ぜたオリジナルの設定追加も見られた。
田の中の死去後に制作されたNHKの番組では青野武が担当し(青野も2012年に死去)、その後は島田敏が2012年に担当してから数本の映像作品で継続出演した。2018年のアニメシリーズで初代・鬼太郎役だった野沢雅子がキャスティングされ、公式のアニメシリーズ作品としてメディアなどでも正式な『2代目』と報じられている。
田の中以外に目玉のおやじを演じた声優は以下の通り。
- 大竹宏 -（第2期：第4話[注釈 15]）
- 青野武 -（NHKハイビジョン『鬼太郎 幸せ探しの旅～100年後の遠野物語～』）
- 島田敏 -（体験型イベント「ゲゲゲの鬼太郎 妖怪の森」[15]、テレビドラマ『水木しげるのゲゲゲの怪談』、映画 妖怪ウォッチ シャドウサイド 鬼王の復活[16]、テレビCM『宝くじ ビンゴ5』）
- 野沢雅子 -（第6期[14]、舞台『ゲゲゲの鬼太郎』）
- 熊倉一雄 -（ゲーム『ゲゲゲの鬼太郎 異聞妖怪奇譚』、『ゲゲゲの鬼太郎 逆襲!妖魔大血戦』、『ゲゲゲの鬼太郎 危機一髪!妖怪列島』）

生前の目玉おやじ（鬼太郎の父）を演じた声優。
- 屋良有作 -（第3期：地獄編）
- 郷里大輔 -（墓場鬼太郎：第1話）
- 関俊彦 -（鬼太郎誕生 ゲゲゲの謎[17]）

## その他
- 水木しげるは、オディロン・ルドンの上昇する眼球のエッチングを参考に、目玉おやじを発想したと述べている[18]。